# ŠTUK
ŠTUK je prireditveni center v Mariboru.
Študentski kulturno-prireditveni center je osrednji študentski klub v Mariboru, lociran na Gosposvetski cesti 83, v neposredni bližini študentskih domov, Univerzitetnega športnega centra Leona Štuklja in stavbe treh fakultet: Pedagoške, Filozofske in Fakultete za naravoslovje in matematiko. 
Deluje kot stičišče študentskega, kulturnega in nočnega življenja. V njem se odvijajo koncerti, stand-up večeri, tematske zabave, kvizi, razstave, filmski večeri ter različni dogodki, povezani s študentsko kulturo in aktivizmom. Klub upravlja Študentska organizacija Univerze v Mariboru (ŠOUM), zato ima pomembno vlogo tudi pri obštudijskem dogajanju v mestu.
Zaradi svoje raznolike ponudbe in neformalnega vzdušja je ŠTUK priljubljen tako med študenti kot tudi širšo javnostjo.